# Szentkirályszabadja
Szentkirályszabadja là một thị trấn thuộc hạt Veszprém, Hungary. Thị trấn này có diện tích 22,38 km², dân số năm 2010 là 2017 người, mật độ 90 người/km².